# Нонтрон (округ)
Округ Нонтрон (фр. Arrondissement de Nontron) — округ у Франції, в департаменті Дордонь. 2023 року округ об'єднував 94 муніципалітети, населення становило 53 998 осіб.
Адміністративний центр (супрефектура) — Нонтрон.

## Муніципалітети
Список муніципалітетів округу та їхні коди INSEE:
1. Абжа-сюр-Бандья (24001)
2. Ангуасс (24008)
3. Анліак (24009)
4. Біра (24042)
5. Брантом-ан-Перигор (24064)
6. Брушо (24066)
7. Бурдей (24055)
8. Бюссак (24069)
9. Бюссероль (24070)
10. Бюсьєр-Бадій (24071)
11. Варень (24565)
12. Віллар (24582)
13. Вонак (24567)
14. Дюссак (24158)
15. Езерак (24171)
16. Екссідей (24164)
17. Етуар (24163)
18. Жаверлак-е-ла-Шапель-Сен-Робер (24214)
19. Жені (24196)
20. Жуміак-ле-Гран (24218)
21. Кенсак (24346)
22. Клермон-д'Екссідей (24124)
23. Конда-сюр-Тренку (24129)
24. Коннзак (24131)
25. Корньяк-сюр-л'Іль (24134)
26. Кулор (24137)
27. Кюбжак-Овезер-Валь-д'Ан (24147)
28. Ла-Кокій (24133)
29. Ла-Рошбокур-е-Аржантін (24353)
30. Ла-Шапель-Фоше (24107)
31. Ла-Шапель-Монморо (24111)
32. Лампзур (24238)
33. Лануай (24227)
34. Ле-Бурде (24056)
35. Люссаз-е-Нонтронно (24248)
36. Марей-ан-Перигор (24253)
37. Маяк (24262)
38. Міак-де-Нонтрон (24271)
39. М'яле (24269)
40. Нантей (24304)
41. Нантья (24305)
42. Негронд (24308)
43. Нонтрон (24311)
44. Ожиньяк (24016)
45. Отфе (24209)
46. Пезак (24320)
47. П'єгю-Плюв'є (24328)
48. Прессак-д'Екссідей (24339)
49. Рюдо-Ладосс (24221)
50. Савіньяк-де-Нонтрон (24525)
51. Савіньяк-Ледріє (24526)
52. Саланьяк (24515)
53. Сарланд (24519)
54. Сарразак (24522)
55. Сен-Бартелемі-де-Бюсьєр (24381)
56. Сен-Венсан-сюр-л'Іль (24513)
57. Сен-Жан-де-Коль (24425)
58. Сен-Жермен-де-Пре (24417)
59. Сен-Жорі-де-Шале (24428)
60. Сен-Жорі-ла-Блу (24429)
61. Сен-Марс'яль-д'Альбаред (24448)
62. Сен-Марс'яль-де-Валетт (24451)
63. Сен-Мартен-де-Фрессанжа (24453)
64. Сен-Мартен-ле-Пен (24458)
65. Сен-Медар-д'Екссідей (24463)
66. Сен-Мемен (24464)
67. Сен-Панкрас (24474)
68. Сен-Панталі-д'Екссідей (24476)
69. Сен-Парду-ла-Рив'єр (24479)
70. Сен-П'єрр-де-Коль (24485)
71. Сен-П'єрр-де-Фрюжі (24486)
72. Сен-Поль-ла-Рош (24481)
73. Сен-Пріє-ле-Фужер (24489)
74. Сен-Рафаель (24493)
75. Сен-Ромен-е-Сен-Клеман (24496)
76. Сен-Сір-ле-Шампань (24397)
77. Сен-Со-Лакусьєр (24498)
78. Сен-Сюльпіс-д'Екссідей (24505)
79. Сен-Фелікс-де-Бурдей (24403)
80. Сен-Фрон-д'Алем (24408)
81. Сен-Фрон-ла-Рив'єр (24410)
82. Сен-Фрон-сюр-Нізонн (24411)
83. Сент-Естеф (24398)
84. Сент-Круа-де-Марей (24394)
85. Со-Сент-Анжель (24528)
86. Суда (24541)
87. Тежа (24548)
88. Тів'є (24551)
89. Фірбе (24180)
90. Шале (24095)
91. Шам-Ромен (24101)
92. Шамньє-е-Реяк (24100)
93. Шампаньяк-де-Белер (24096)
94. Шерве-Кюба (24120)